# Pleospora equiseti
Pleospora equiseti är en svampart som beskrevs av A.L. Sm. 1909. Pleospora equiseti ingår i släktet Pleospora och familjen Pleosporaceae.   Inga underarter finns listade i Catalogue of Life.